# 퓨마레이스
퓨마레이스(fumarase) 또는 푸마라아제는 푸마르산과 물이 가역적으로 전환하여 말산이 되는 것을 촉매하는 효소이다. 결핍되면 지적 장애를 일으킬 수 있다.

## 시트르산 회로
퓨마레이스는 미토콘드리아와 세포질의 두 가지 형태로 제공된다. 미토콘드리아 이소효소는 TCA 회로(시트르산회로)에 관여하며, 시토졸 이소효소는 아미노산과 푸마레이트의 대사에 관여한다. 미토콘드리아에서의 위치는 아미노 말단에 신호 서열의 존재에 의해 확립되는 반면, 세포질에서의 위치는 미토콘드리아 종류에서 발견되는 신호 서열의 부재에 의해 확립된다.

## 같이 보기
- 숙신산 탈수소효소
- 말산 탈수소효소